# Stock e flussi

Diagramma stock-flussi

L'economia, il commercio, la contabilità e i settori collegati, distinguono spesso tra quantità che sono stock (riserve, scorte) e altre che sono flussi; queste si differenziano per la loro unità di misura. Una variabile di stock è misurata in uno specifico momento e rappresenta la quantità esistente in quel momento e che può essere stata accumulata in passato. Una variabile di flusso è misurata, invece, relativamente ad un intervallo di tempo. Quindi un flusso viene misurato per unità di tempo.
Per esempio, il prodotto interno lordo (PIL) nominale degli Stati Uniti si riferisce ad un numero totale di dollari spesi nel corso di un determinato periodo di tempo, come ad esempio un anno. Quindi si tratta di una variabile di flusso e si misura in dollari/anno. Al contrario, il capitale sociale nominale degli Stati Uniti è il valore totale, in dollari, di attrezzature, edifici, inventari e altre attività (asset) reali per l'economia degli U.S.A. e si misura in dollari. Il diagramma fornisce un'illustrazione intuitiva di come lo stock di capitale attualmente disponibile è aumentato dal flusso di nuovi investimenti e impoverito dal flusso di ammortamento.

## Stock e flussi nella contabilità
Uno stock si riferisce al valore di un bene ad una data di saldo (o momento), mentre un flusso si riferisce al valore totale delle operazioni (vendite o acquisti, entrate o uscite) durante un periodo contabile. Se il valore del flusso di un'attività economica è diviso per il valore medio di stock nel corso di un periodo contabile, si ottiene una misura del turnover (o rotazione) di uno stock in quel periodo contabile. Alcune voci contabili sono normalmente sempre rappresentate come flussi (ad esempio, profitto o incassi), mentre altre possono essere rappresentate sia come stock sia come flussi (ad esempio, il capitale).
Una persona o un paese potrebbe avere scorte (stock) di denaro, attività finanziarie, passività, patrimonio, mezzi di produzione reali e capitale umano (o forza lavoro). Grandezze di flusso oltre a quelle indicate nello schema comprendono i redditi, la spesa, il risparmio, il rimborso del debito, il lavoro o le scorte in media su un'unità di tempo, come il denaro in circolazione per anno.

## Confronto tra stock e flussi
Stock e flussi hanno unità di misura diverse e quindi non sono commensurabili -non possono essere significativamente confrontate, equiparate, sommate o sottratte. Tuttavia, si possono considerare significativamente dei rapporti tra stock e flussi, o moltiplicarli o dividerli tra loro. Questo è un aspetto abbastanza confuso in economia, tale per cui alcuni confondono i rapporti (validi) con i confronti (non validi).
Il rapporto di uno stock su un flusso ha unità di misura temporale: (unità)/(unità/ora) = tempo. Ad esempio, il rapporto debito/PIL ha unità di anni (dato che il PIL è generalmente "PIL per anno"), che dà l'interpretazione del rapporto debito/PIL come "numero di anni per saldare tutti i debiti, assumendo che tutto il PIL sia destinato alla restituzione del debito".
Un elemento di confusione è pure che fissare un incremento standard di tempo permette di convertire un flusso in uno stock moltiplicandolo per il tempo; in termini matematici, integrandolo nel tempo. Ad esempio, il PIL totale degli Stati Uniti nel 2000 è espresso in unità di dollari. Così, nel rapporto stock su flussi, la dimensione del tempo è spesso eliminata e il rapporto viene espresso in percentuale (una quantità adimensionale).

## Utilizzi più generali
Stock e flussi hanno anche un significato naturale in molti contesti al di fuori del business e dei campi ad esso correlati. Infatti, gli stock e i flussi sono le componenti di base dei modelli della Dinamica dei sistemi. Jay Forrester si riferì originariamente ad essi come "livelli" (per gli stock) -la dizione "stock" è tuttora poco diffusa in lingua italiana nell'ambito della dinamica dei sistemi- e "tassi" (per i flussi).
Uno stock (o "variabile livello"), in questo senso più ampio, è una certa entità che viene accumulata nel tempo a causa di flussi in entrata e/o ridotta dai deflussi (flussi in uscita). I livelli possono essere modificati solo tramite i flussi. Matematicamente una riserva (stock, livello) può essere vista come un accumulo o l'integrazione dei flussi nel tempo -con deflussi che sottraggono dalla riserva. I livelli, di solito, hanno un certo valore in ogni istante di tempo -ad esempio la numerosità della popolazione in un determinato momento.
Un flusso (o "tasso") modifica un livello, o stock, nel tempo. Di solito siamo in grado di distinguere chiaramente flussi in entrata (che aumentano il livello) e in uscita (che riducono il livello). I flussi di solito sono misurati in un certo intervallo di tempo -ad es. il numero delle nascite nel corso di un giorno o mese.

## Esempi

### Contabilità, finanza, ecc
| "Stock"                         | Possibile unità di stock | "Flussi input"           | "Flussi output"             | Possibile unità di flusso |
| saldo bancario                  | euro                     | depositi interessi       | prelievi                    | euro al mese              |
| inventario di legname           | Metri cubi               | legname in arrivo        | legname in uscita           | Metri cubi alla settimana |
| patrimonio immobile             | dollari                  | investimento in immobili | svalutazione degli immobili | dollari all'anno          |
| patrimonio netto partecipazioni | azioni                   | acquisto di azioni       | vendita di azioni           | azioni al mese            |

### Altri contesti
| "Stock"                            | Possibile unità di livello | "Flussi input"        | "Flussi output"         | Possibile unità di flusso |
| CO₂ nell'atmosfera                 | tonnellate                 | tonnellate emesse     | tonnellate ritirate     | tonnellate al giorno      |
| ospiti di un hotel                 | persone                    | ospiti che arrivano   | ospiti che vanno via    | persone al giorno         |
| popolazione                        | persone                    | Nati immigrati        | Morti emigrazioni       | persone all'anno          |
| l'acqua nella vasca da bagno       | litri                      | immissione di acqua   | drenaggio dell'acqua    | litri al secondo          |
| rifiuti in un luogo di smaltimento | tonnellate                 | immissione di rifiuti | decadimento dei rifiuti | tonnellate a settimana    |
| serbatoio di carburante            | galloni                    | rifornimento          | consumo di carburante   | galloni al mese           |

## Interpretazione dei calcoli
Se la quantità di alcune variabili di stock al tempo {\displaystyle \,t} è {\displaystyle \,Q(t)}, allora la derivata {\displaystyle \,{\frac {dQ(t)}{dt}}} è il flusso di variazioni del livello. Allo stesso modo, lo stock è l'integrale del flusso.
Per esempio, se il capitale sociale {\displaystyle \,K(t)} cresce gradualmente nel corso del tempo per un flusso di investimenti lordi {\displaystyle \,I^{g}(t)} ed è diminuito gradualmente nel tempo da un flusso di ammortamento {\displaystyle \,D(t)}, allora la variazione dello di capitale è data da
{\displaystyle {\frac {dK(t)}{dt}}=I^{g}(t)-D(t)=I^{n}(t)}
Qui abbiamo usato la notazione {\displaystyle \,I^{n}(t)} per fare riferimento all'investimento netto che è definito come la differenza tra investimento lordo e ammortamento.

## Esempio di Diagramma stock-flussi

Diagramma stock-flussi

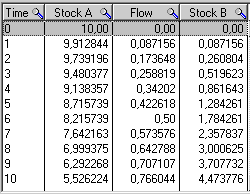
Primi dieci valori di stock e flusso

Le equazioni che modificano i due livelli (stock) tramite il flusso sono:
```

  

    

      

        
 

        

          

            
Stock A

          

        

        
=

        

          
∫

          

            
0

          

          

            
t

          

        

        

          

            
-Flow 

          

        

        

        
d

        
t

      

    

    
{\displaystyle \ {\mbox{Stock A}}=\int _{0}^{t}{\mbox{-Flow }}\,dt}

  

```

```

  

    

      

        
 

        

          

            
Stock B

          

        

        
=

        

          
∫

          

            
0

          

          

            
t

          

        

        

          

            
Flow 

          

        

        

        
d

        
t

      

    

    
{\displaystyle \ {\mbox{Stock B}}=\int _{0}^{t}{\mbox{Flow }}\,dt}

  

```

Elenco di tutte le equazioni, nel loro ordine di esecuzione in ogni momento, dal momento 1 al 15:
```

  

    

      

        
1

        
)

        
 

        

          

            
Flow

          

        

        
=

        
s

        
i

        
n

        
(

        
t

        
∗

        
5

        
)

      

    

    
{\displaystyle 1)\ {\mbox{Flow}}=sin(t*5)}

  

```

```

  

    

      

        
2.1

        
)

        
 

        

          

            
Stock A

          

        

        
 

        
−

        
=

        

          

            
Flow 

          

        

        
 

      

    

    
{\displaystyle 2.1)\ {\mbox{Stock A}}\ -={\mbox{Flow }}\ }

  

```

```

  

    

      

        
2.2

        
)

        
 

        

          

            
Stock B

          

        

        
 

        
+

        
=

        

          

            
Flow 

          

        

        
 

      

    

    
{\displaystyle 2.2)\ {\mbox{Stock B}}\ +={\mbox{Flow }}\ }

  

```